# شهرستان دونگکوو
شهرستان دونگکوو (به لاتین: Dongkou County) یک منطقهٔ مسکونی در چین است که در شاویانگ واقع شده‌است.